# Nymphaea thermarum
Espèce
Classification phylogénétique
Statut de conservation UICN

 CR  : 
En danger critique
Nymphaea thermarum est une espèce de plantes à fleurs de la famille des Nymphaeaceae. C'est une plante aquatique originaire du Rwanda. C'est le plus petit nénuphar au monde. Ses feuilles mesurent seulement 1 cm de diamètre, moins de 10 % du diamètre de la plus petite espèce suivante du genre Nymphaea. Par comparaison, le plus grand nénuphar a des feuilles qui peuvent atteindre 3 m. Toutes les plantes sauvages ont été perdues en raison de la destruction de son habitat naturel au Rwanda, mais il a été sauvé de l'extinction quand il a été reproduit à partir de graines aux jardins botaniques royaux de Kew en 2009,. En janvier 2014, le vol d'un des exemplaires est constaté au Jardin botanique de Kew.

## Taxonomie
Nymphaea thermarum a été découvert en 1987 par le botaniste allemand Eberhard Fischer. L'épithète spécifique, thermarum, se réfère à la source d'eau chaude qui a fourni son habitat d'origine. Il n a pas de nom vernaculaire mais aux jardins de Kew, il est officieusement qualifié de pygmy Rwandan water lily (nénuphar pygmée rwandais),.

## Description
N. thermarum forme des rosettes 20 à 30 cm de diamètre, avec des feuilles d'un vert lumineux avec des pétioles courts. Les très petites fleurs sont blanches avec des étamines jaunes ; les fleurs se tiennent debout à quelques centimètres au-dessus de l'eau. Elles peuvent s'auto-polliniser, et après la floraison, la tige de la fleur se coude afin que les graines entrent en contact avec la boue. Les sépales sont légèrement velus et aussi grands que les pétales de la fleur. C'est une plante à fleurs diurnes matinales, les fleurs s'ouvrant tôt le matin et se fermant en début d'après midi.
Il est classé dans le sous-genre Brachyceras, même si les feuilles sont plus typiques du sous-genre Nymphaea. Il ne semble pas former de tubercules. Les graines sont grandes pour des plantes du sous-genre Brachyceras.

## Histoire et mise en culture
Dans son habitat naturel la plante croît dans de la boue humide autour d'une source d'eau douce chaude à Mashyuza au Rwanda. Elle a disparu vers 2008 quand les cultivateurs indigènes ont commencé à utiliser la source pour leurs cultures. Ils ont coupé l'arrivée de l'eau ce qui a asséché les quelques mètres carrés où poussait le petit nénuphar. Avant la disparition de la plante, Fischer, conscient de la fragilité de son habitat, en avait envoyé quelques exemplaires au jardin botanique de Bonn (en). Les plantes ont été cultivées mais tous les essais de germination ont été vains. Les vingt dernières graines disponibles ont alors été envoyées au jardin botanique de Kew où un spécialiste en horticulture tropicale, Carlos Magadalena, a trouvé le moyen de les faire germer en plaçant les graines dans des pots remplis de terreau et entourés d'eau à température ambiante de 25 °C. Dans ces conditions huit plantules se sont développées et ont commencé à fleurir en novembre 2009 pour la première fois en culture.
Les graines de Nymphaea germent typiquement à une certaine profondeur dans l'eau, mais la germination des graines de Nymphaea thermarum requiert un certain taux de CO2. Quand Magadalena comprit cette différence, il parvint à les faire germer. Entre-temps, un rat avait mangé une des deux plantes encore en vie en Allemagne. Une fois le problème de la germination résolu, Magdalena constata que la petite plante était facile à cultiver et montrait un potentiel en tant que plante d'intérieur. L'espèce fut alors considérée comme sauvée jusqu'à ce que, le 9 janvier 2014, le vol de la plante soit constaté à Kew ; Scotland Yard mène l'enquête, tentant de recueillir des indices.

### Redécouverte
Une population sauvage de Nymphaea thermarum a été découverte en 2023.